# Drievuldigheidskathedraal (Sint-Petersburg)
De Drievuldigheidskathedraal (Russisch: Троицкий собор, Troitski sobor) is een Russisch-orthodoxe kathedraal en is een van de markantste gebouwen van Sint-Petersburg, tussen 1828 en 1835 in laat-classicistische stijl gebouwd door de architect Vasili Stasov. Het grondplan is in de vorm van een Grieks kruis en de kathedraal heeft één grote koepel en vier kleinere. De schilderwerken zijn grotendeels van de hand van Giacomo Quarenghi, maar er zijn ook kopieën te zien van werken van schilders als Antoon van Dyck, Peter Paul Rubens en Guido Reni. Na de Russische Revolutie werd een groot deel van het interieur van de kerk geplunderd en in 1938 werd ze, net als veel andere godshuizen, gesloten. Het werd gebruikt door het Ministerie van Post tot 1990, het jaar waarin de kerk aan de Russisch-Orthodoxe Kerk werd teruggegeven.

## Voorgeschiedenis
Volgens de Russische traditie kende elk regiment van de keizerlijke garde een eigen kathedraal. De Drie-eenheidskathedraal was de kerk van het Izmailovski-regiment van keizerlijke gardes, een van de oudste regimenten van het Russische leger. Het regiment was vernoemd naar het dorp Izmailovo bij Moskou, maar het verhuisde naar Sint-Petersburg toen het onder keizerin Anna de hoofdstad van het Russische Rijk werd.
Op 2 juli 1733 werd op deze plek een grote tent als kerk ingewijd. Deze kerk fungeerde alleen in de zomer, 's winters weken de soldaten en officiers uit naar andere parochiekerken. In de jaren 1754-1756 werd in opdracht van keizerin Elizabeth op de plek een houten kerk neergezet. Het nieuwe kerkgebouw kreeg twee altaren, waarvan het hoofdaltaar aan de Drie-eenheid werd gewijd. Tijdens de grote overstroming in 1824 liep de kerk zoveel schade op, dat ze moest worden herbouwd. Tsaar Nicolaas I gaf daartoe de opdracht aan Vasili Stasov.

## De bouw van de huidige kerk
In mei 1828 werd met de bouw van de huidige kerk begonnen. Het leggen van de eerste steen was een plechtigheid die werd bijgewoond door keizerin Maria Fjodorovna en kroonprins Alexander. De kosten van de bouw van de kathedraal bedroegen 3.000.000 roebel en werden uit de schatkist en de persoonlijke middelen van tsaar Nicolaas gefinancierd. In 1835 wijde de metropoliet van Moskou de voltooide kerk in.
De kathedraal is met een hoogte van meer dan 80 meter beeldbepalend voor de omgeving. De muren van de kathedraal werden belegd met wit-marmeren herdenkingsplaquettes met namen van omgekomen officiers van het regiment in Austerlitz, Friedland, Borodino en Kulm en het interieur vulde zich met buitgemaakte vlaggen uit de Russisch-Turkse Oorlog (1877-1878), sleutels van de vestingen Kars, Doğubeyazıt, Lemotika, Nikopol en Edirne en andere trofeeën die het regiment als buit wist mee te nemen. De Drie-eenheidskathedraal werd bekend om zijn collectie iconen en had een kroonluchter uit 1865 met een gewicht van ongeveer 5 ton.

## Na 1917

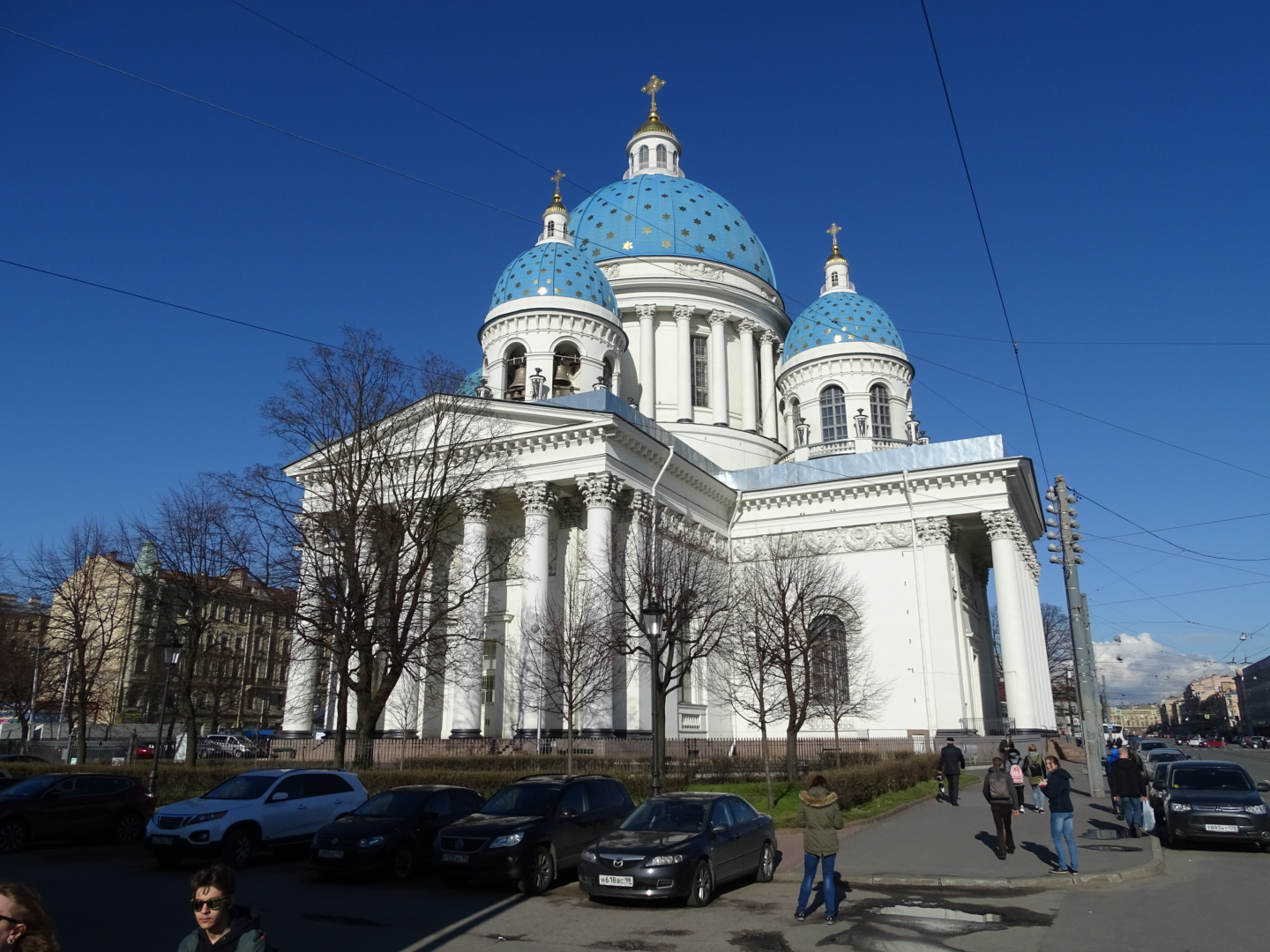
Drievuldigheidskathedraal in 2018

In het kader van de confiscatie van kerkelijke goederen werd de Drie-eenheidskathedraal in 1922 geplunderd en beroofd van waardevolle voorwerpen.Vanaf juli 1922 tot 1924 behoorde de geestelijkheid van de kathedraal tot de Levende Kerk. De kathedraal werd uiteindelijk op 22 april 1938 gesloten. Geruchten deden de ronde dat het kerkgebouw zou worden gesloopt en er waren plannen om er een crematorium in te vestigen. Zover kwam het niet. Tijdens de Tweede Wereldoorlog werd de kerk beschadigd, maar na de oorlog vonden er restauraties in 1952-1953 en 1966-1967 plaats. Het gebouw deed in die tijd dienst als pakhuis van het Sovjet Ministerie van Post en Telecommunicatie. In de zomer van 1990 keerde het gebouw terug naar de Russisch-Orthodoxe Kerk. Vanaf 2004 werd begonnen met een grondige restauratie.

## De brand
Terwijl de restauratie nog in volle gang was en bouwsteigers de centrale koepel omringden, brak er in de namiddag van 25 augustus 2006 brand uit op een van de bouwsteigers. Het vuur sloeg over op de centrale koepel, een van de grootste houten koepels in Europa. De urenlange brand had tot gevolg dat de grote koepel en een van de kleinere hoekkoepels instortten. Alhoewel de 170 jaar oude hoofdkoepel onherstelbaar werd beschadigd en ook de andere koepels schade opliepen, bleef de schade aan het interieur van de kathedraal relatief beperkt. Een groot deel van de iconen en andere waardevolle voorwerpen konden in veiligheid worden gebracht. Ook vielen er geen gewonden, ondanks het feit dat er net een eredienst werd gehouden. De schade bedroeg naar schatting 5 miljoen euro. Hoe de brand kon ontstaan blijft onopgehelderd. Na zeven jaar onderzoek is er geen bewijs gevonden van brandstichting.
In 2010 werd de gerestaureerde kathedraal weer in gebruik genomen. 

## Afbeeldingen van de brand

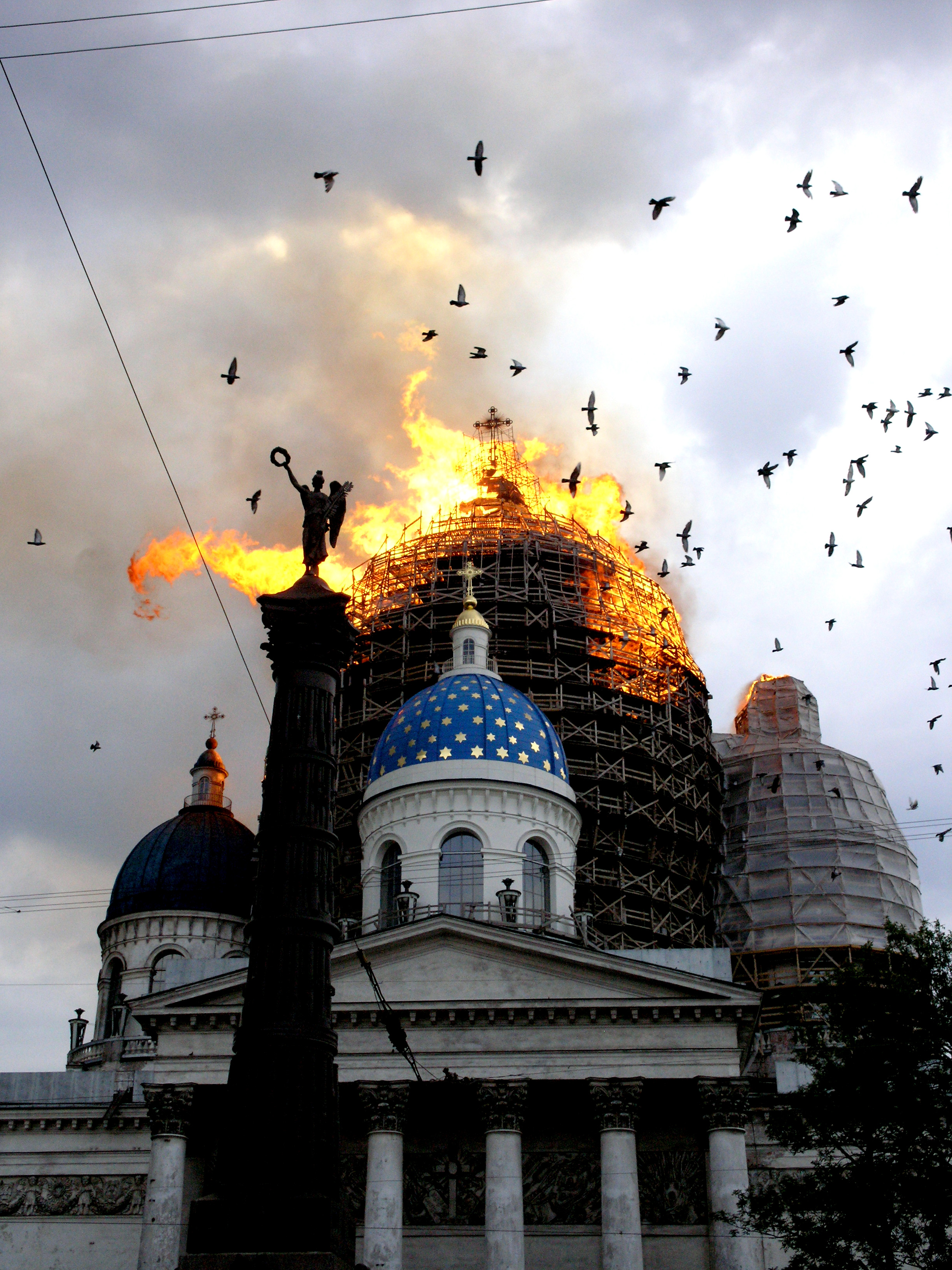
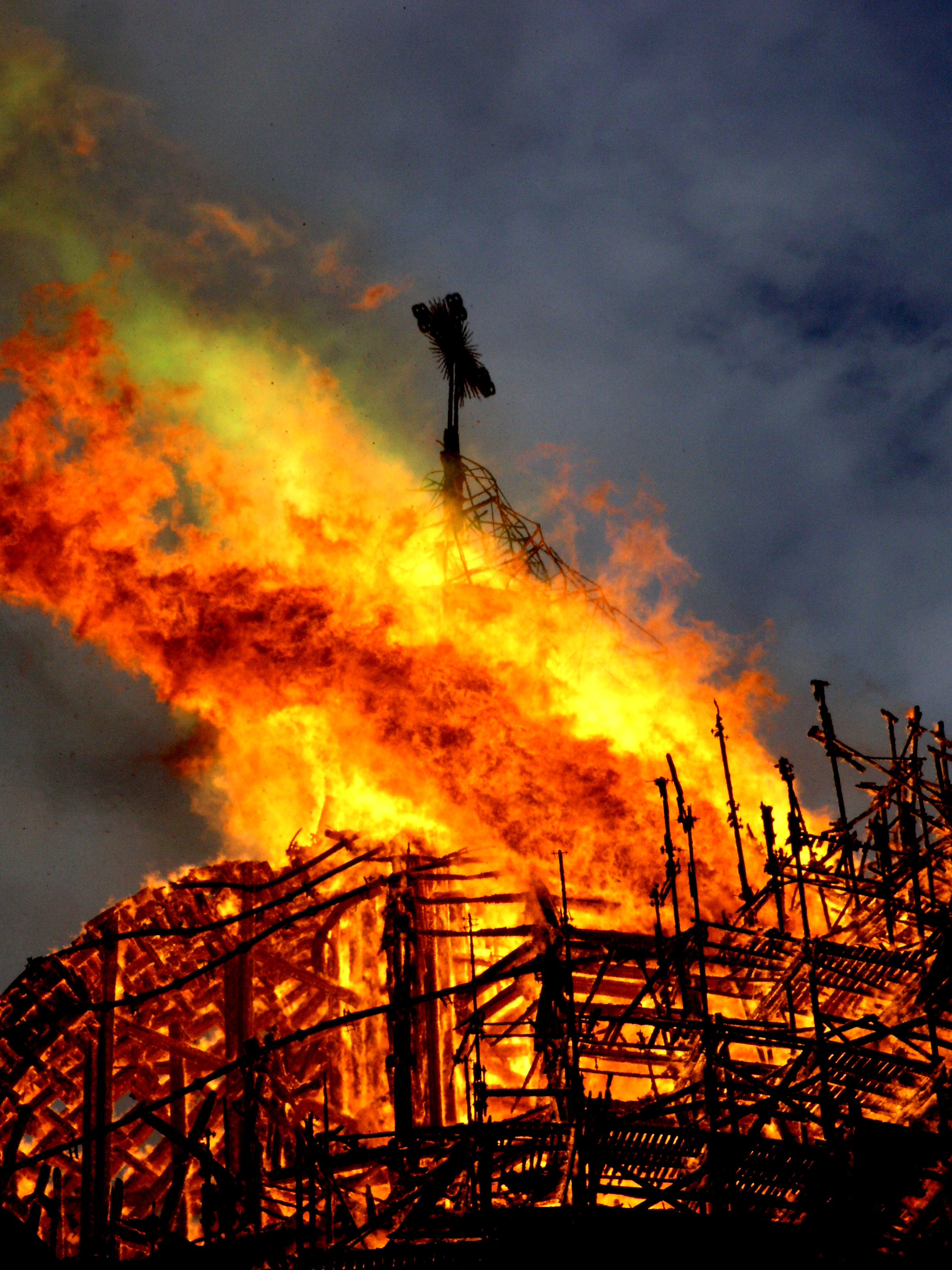
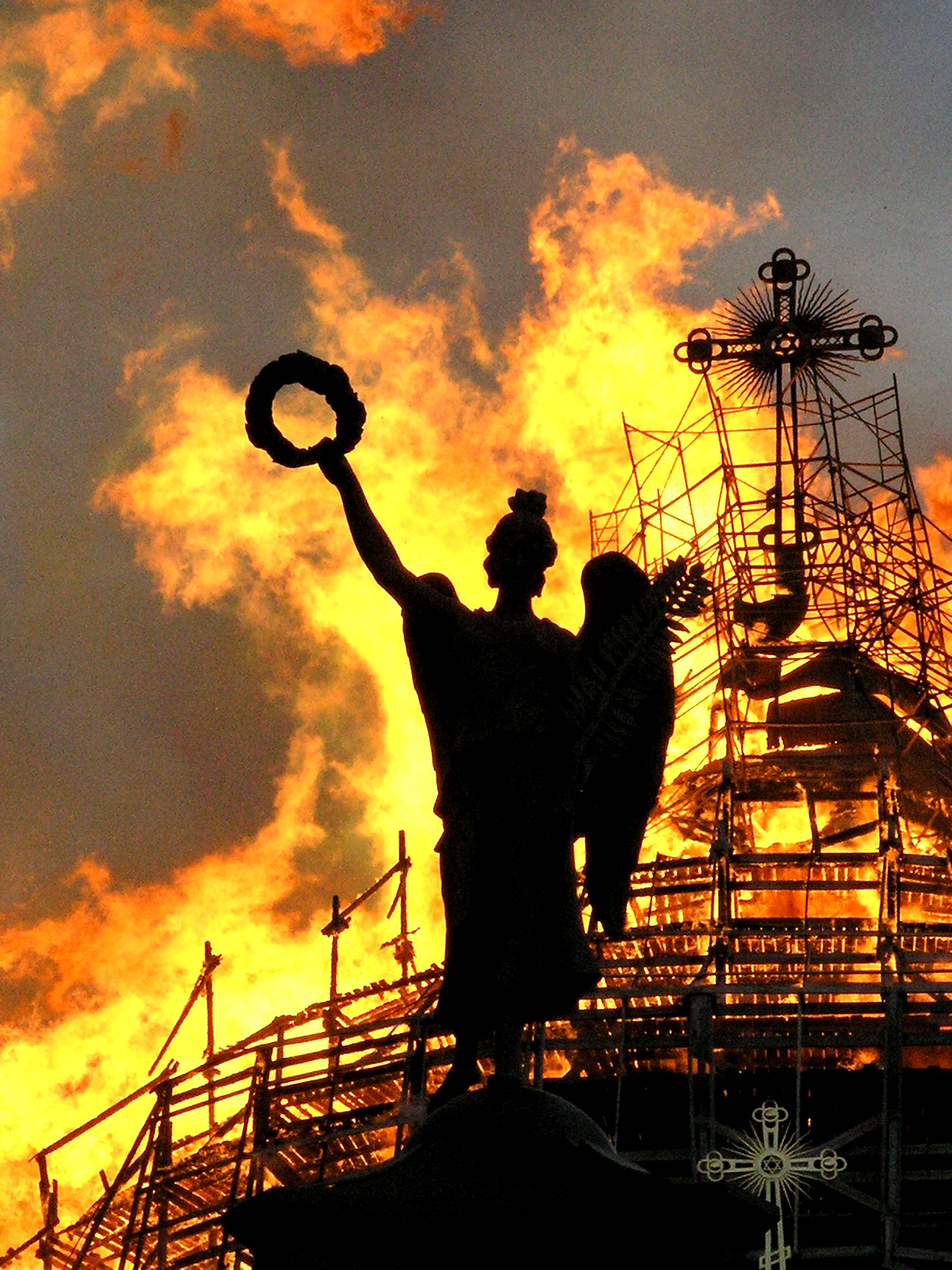
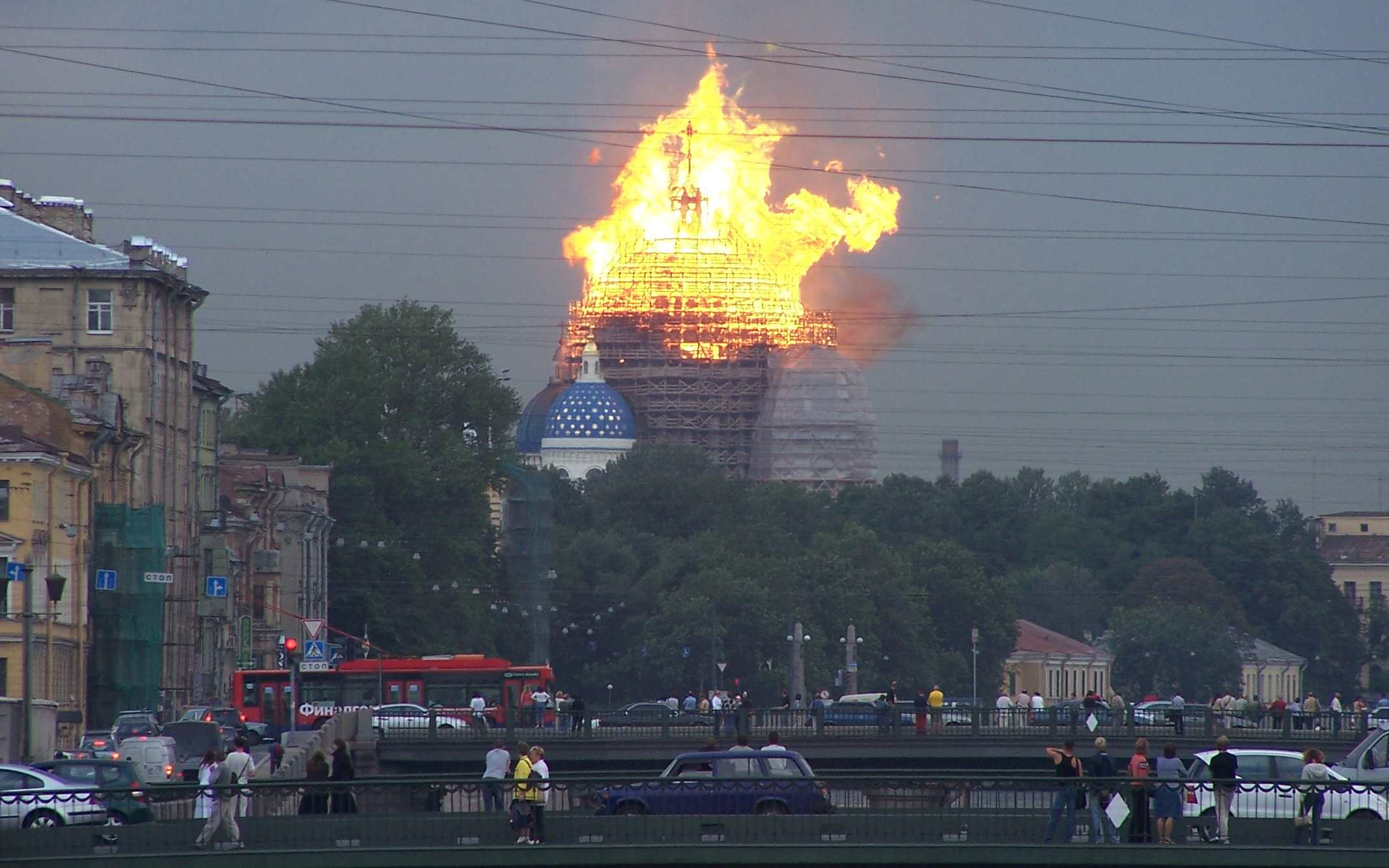